# Josh Cullen
Joshua Cullen, dit Josh Cullen, né le 7 avril 1996 à Westcliff-on-Sea en Angleterre, est un footballeur international irlandais qui évolue au poste de milieu de terrain au Burnley FC.

## Biographie

### West Ham United

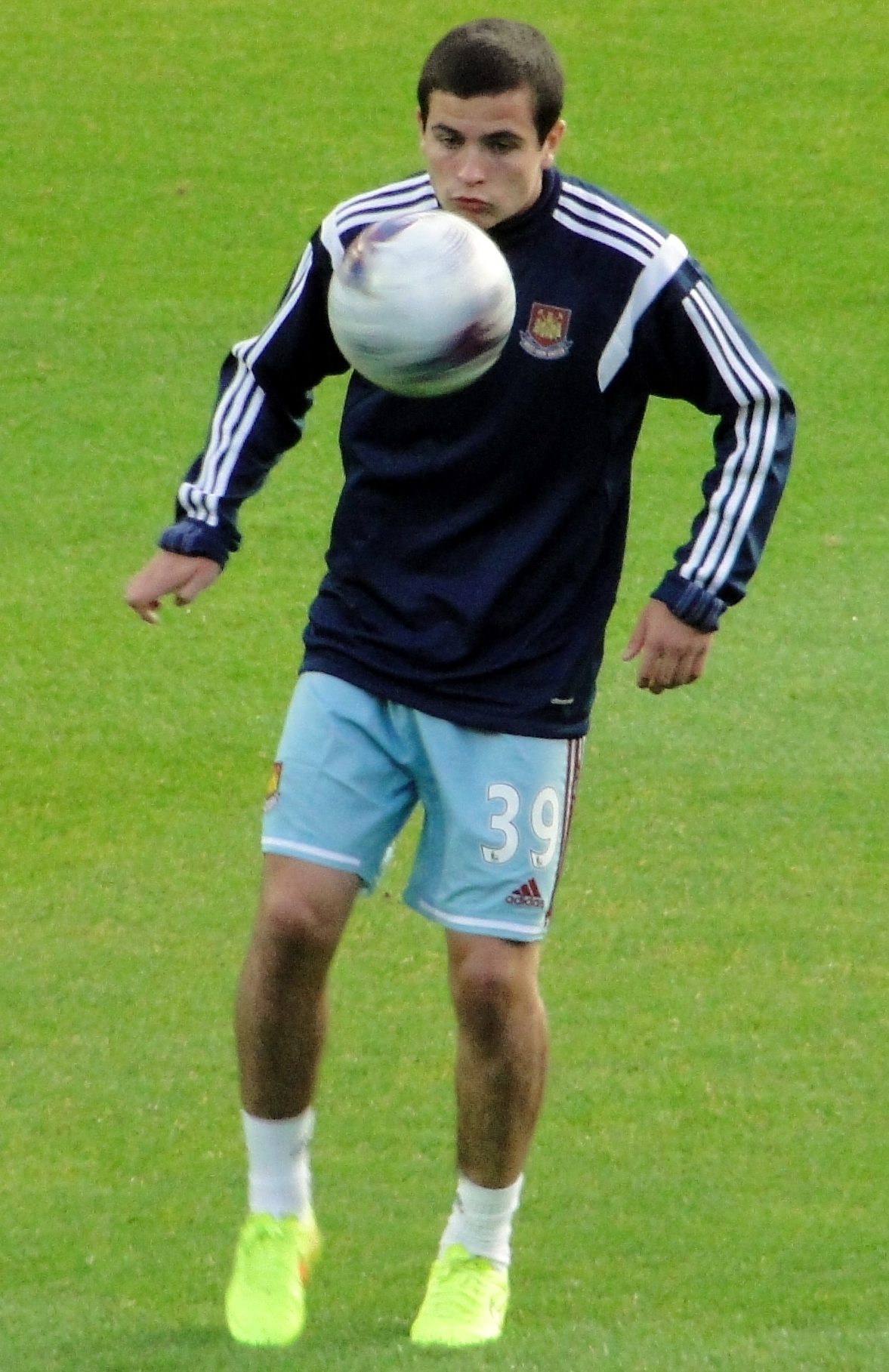
Cullen à l'échauffement avec West Ham en 2014.

Josh Cullen est formé à West Ham United. Le 2 juillet 2015, il fait ses débuts en professionnel lors d'un match de Ligue Europa face au FC Lusitanos. Il entre en cours de partie à la place de Joey O'Brien et son équipe s'impose sur le score de trois buts à zéro. Il joue son premier match en Premier League le 29 août de la même année, lors de la quatrième journée de la saison 2015-2016 face au Liverpool FC, à Anfield. Il entre en jeu en fin de match à la place de Diafra Sakho et son équipe s'impose par trois buts à zéro.

### Bradford City
Le 11 février 2016, il est prêté à Bradford City, club évoluant en League One. Il y devient rapidement un titulaire au milieu de terrain. Cullen joue pour Bradford pendant un an et demi, jusqu'à mai 2017 et compte plus d'une soixantaine de matchs avec le club, toutes compétitions confondues.

### Bolton Wanderers
Le 1er août 2017, Cullen est à nouveau prêté, cette fois aux Bolton Wanderers, club de Championship. Il y fait 12 apparitions, toutes en championnat.

### Charlton Athletic
Le 30 août 2018, il est prêté pour une saison à Charlton Athletic. Deux jours plus tard il joue son premier match pour le club, en championnat face au Southend United. Il est titulaire ce jour-là et délivre une passe décisive pour Krystian Bielik, ce qui permet à son équipe de s'imposer deux buts à un. En août 2019, il est prêté pour une seconde saison consécutive à Charlton. 

### RSC Anderlecht
Le 5 octobre 2020 il rejoint le RSC Anderlecht, où il signe un contrat de trois saisons,. Il joue son premier match le 18 octobre suivant, lors d'une rencontre de première division belge face à l'OH Louvain. Il est titularisé et les deux équipes se neutralisent ce jour-là (2-2).

### Burnley FC
Le 12 juillet 2022, Josh Cullen s'engage en faveur du Burnley FC. Il signe un contrat de trois ans, soit jusqu'en juin 2025,.

### En sélection nationale
Le 10 septembre 2019, il honore sa première sélection avec l'équipe d'Irlande lors d'un match contre la Bulgarie. Il est titulaire et son équipe s'impose sur le score de trois buts à un ce jour-là.

## Vie personnelle
Né à Westcliff-on-Sea en Angleterre, Josh Cullen possède des origines irlandaises de par ses grands-parents du côté paternel, qui sont originaires du Comté de Leitrim.

## Statistiques
| Saison                | Club                     | Championnat           | Championnat | Championnat | Coupe nationale | Coupe nationale | Coupe de la Ligue | Coupe de la Ligue | Compétition(s) continentale(s) | Compétition(s) continentale(s) | Compétition(s) continentale(s) | EFL Trophy | EFL Trophy | République d'Irlande | République d'Irlande | Total | Total |
| Saison                | Club                     | Division              | M.          | B.          | M.              | B.              | M.                | B.                | Comp.                          | M.                             | B.                             | M.         | B.         | M.                   | B.                   | M.    | B.    |
| 2015-2016             | West Ham United          | Premier League        | 1           | 0           | 0               | 0               | 0                 | 0                 | C3                             | 3                              | 0                              | -          | -          | -                    | -                    | 4     | 0     |
| 2017-2018             | West Ham United          | Premier League        | 2           | 0           | 3               | 0               | 0                 | 0                 | -                              | -                              | -                              | -          | -          | -                    | -                    | 5     | 0     |
| Sous-total            | Sous-total               | Sous-total            | 3           | 0           | 3               | 0               | 0                 | 0                 | -                              | 3                              | 0                              | -          | -          | -                    | -                    | 9     | 0     |
| 2015-2016             | Bradford City (prêt)     | League One            | 17          | 0           | 0               | 0               | 0                 | 0                 | -                              | -                              | -                              | 0          | 0          | -                    | -                    | 17    | 0     |
| 2016-2017             | Bradford City (prêt)     | League One            | 43          | 1           | 0               | 0               | 0                 | 0                 | -                              | -                              | -                              | 3          | 0          | -                    | -                    | 46    | 1     |
| Sous-total            | Sous-total               | Sous-total            | 60          | 1           | 0               | 0               | 0                 | 0                 | -                              | -                              | -                              | 3          | 0          | -                    | -                    | 63    | 1     |
| 2017-2018             | Bolton Wanderers (prêt)  | Championship          | 12          | 0           | 0               | 0               | 0                 | 0                 | -                              | -                              | -                              | -          | -          | -                    | -                    | 12    | 0     |
| Sous-total            | Sous-total               | Sous-total            | 12          | 0           | 0               | 0               | 0                 | 0                 | -                              | -                              | -                              | -          | -          | -                    | -                    | 12    | 0     |
| 2018-2019             | Charlton Athletic (prêt) | League One            | 32          | 1           | 0               | 0               | 0                 | 0                 | -                              | -                              | -                              | 0          | 0          | -                    | -                    | 32    | 1     |
| 2019-2020             | Charlton Athletic (prêt) | Championship          | 34          | 1           | 0               | 0               | 0                 | 0                 | -                              | -                              | -                              | -          | -          | 2                    | 0                    | 36    | 1     |
| Sous-total            | Sous-total               | Sous-total            | 66          | 2           | 0               | 0               | 0                 | 0                 | -                              | -                              | -                              | 0          | 0          | 2                    | 0                    | 68    | 2     |
| 2020-2021             | RSC Anderlecht           | Division 1A           | 27          | 0           | 3               | 0               | -                 | -                 | -                              | -                              | -                              | -          | -          | 5                    | 0                    | 35    | 0     |
| 2021-2022             | RSC Anderlecht           | Division 1A           | 40          | 1           | 6               | 0               | -                 | -                 | C4                             | 4                              | 0                              | -          | -          | 13                   | 0                    | 63    | 1     |
| Sous-total            | Sous-total               | Sous-total            | 67          | 1           | 9               | 0               | -                 | -                 | -                              | 4                              | 0                              | -          | -          | 18                   | 0                    | 98    | 1     |
| 2022-2023             | Burnley FC               | Championship          | 43          | 1           | 5               | 0               | 2                 | 0                 | -                              | -                              | -                              | -          | -          | 6                    | 0                    | 56    | 1     |
| 2023-2024             | Burnley FC               | Premier League        | 12          | 0           | 1               | 0               | 2                 | 0                 | -                              | -                              | -                              | -          | -          | 6                    | 0                    | 21    | 0     |
| Sous-total            | Sous-total               | Sous-total            | 55          | 1           | 6               | 0               | 4                 | 0                 | -                              | 0                              | 0                              | 0          | 0          | 12                   | 0                    | 77    | 1     |
| Total sur la carrière | Total sur la carrière    | Total sur la carrière | 262         | 5           | 18              | 0               | 4                 | 0                 | -                              | 7                              | 0                              | 3          | 0          | 32                   | 0                    | 326   | 5     |

## Palmarès

### En club
- Burnley FC
  - Champion d'Angleterre de deuxième division en 2023 et 2025.